# Andrés Giardello
Andrés Giardello (Montevideo, 8 de junio) es un actor uruguayo.

## Carrera
Nació en Montevideo, Uruguay, y vivió en Colonia del Sacramento.  A los 17 años se mudó a la Ciudad de Buenos Aires, Argentina para perseguir su carrera como actor. 
Desarrolló una extensa carrera en el teatro porteño, que incluye su trabajo en las obras Federratas, El día que Nietzsche lloró, La primera vez, Los insolados y A primera vista. 
En 2008 inicia su carrera televisiva, en la que se destacan sus participaciones en las series Los exitosos Pérez, Somos familia, Sres. Papis, Guapas y Quiero vivir a tu lado. En el año 2015 se traslada a la Ciudad de México para continuar su carrera televisiva en series como Su nombre era Dolores, El coleccionista, Paramédicos, e interpretando al ídolo mexicano Mauricio Garcés en la serie José José, el Príncipe de la canción.

## Filmografía

### Televisión
- José José, el Príncipe de la canción (2017-2018) - Mauricio Garcés
- Paramédicos (2017)
- El coleccionista (2017)
- Quiero vivir a tu lado (2017)
- Su nombre era Dolores, la Jenn que yo conocí (2017)
- Francisco, el Jesuita (2015)
- Guapas (2014)
- Somos familia (2014)
- Camino al amor (2014)
- Sres. Papis (2014)
- Mi amor, mi amor (2013)
- Mis amigos de siempre (2013)
- Lobo (2012)
- Los exitosos Pérez (2009)
- Algo habrán hecho (2008)

### Teatro
- A primera vista
- La primera vez
- Simpatía
- Los insolados
- El día que Nietzsche lloró
- Tu me tues
- La mejor solución
- Yerma
- Seguros de vida
- Federratas